# Bílek

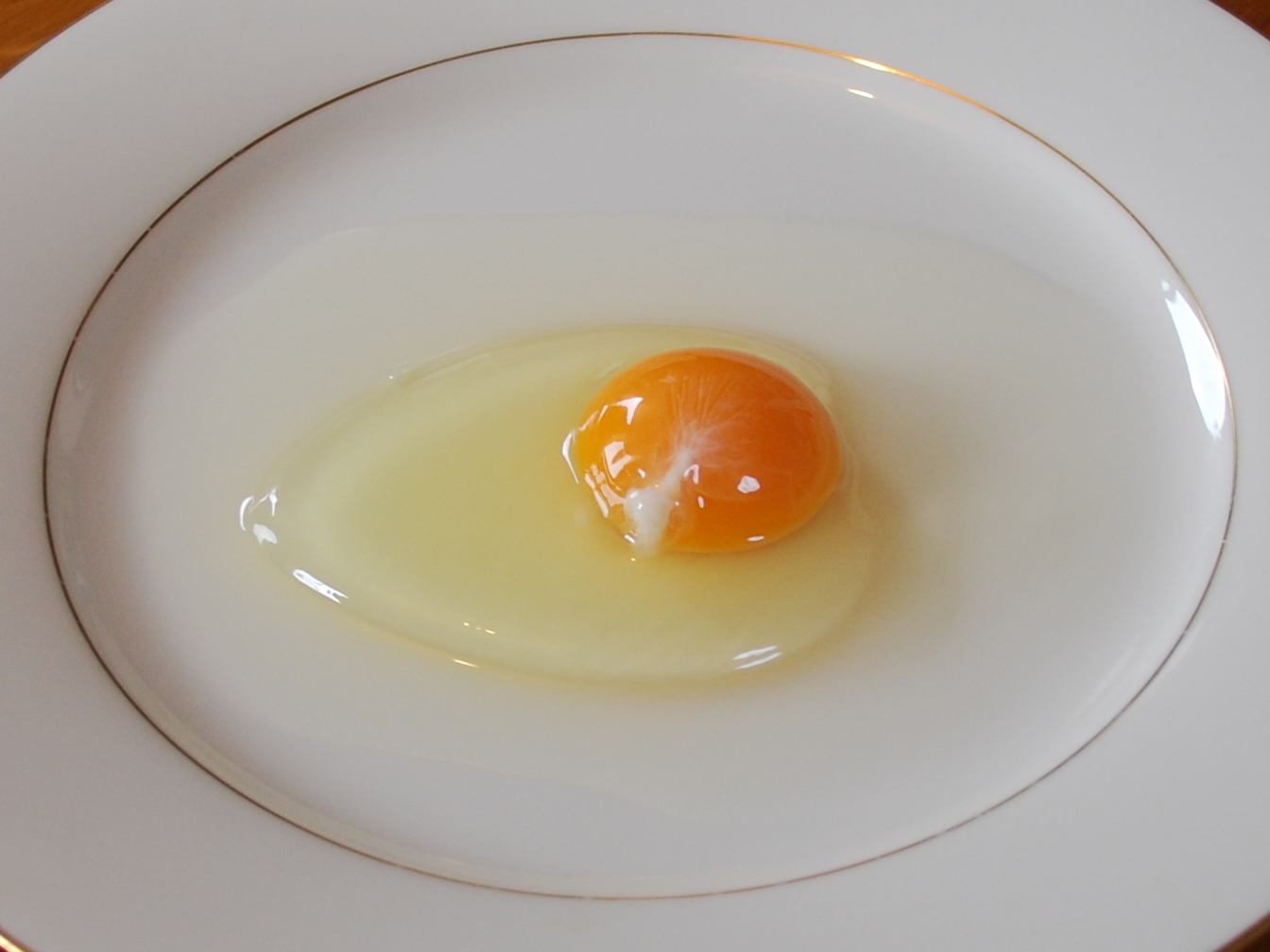
Obsah slepičího vejce na talíři

Vaječný bílek (albumen) je jedna ze stavebních součástí vajec. Slouží jako ochranné prostředí, které zabraňuje poškození vajíčka, a vyživuje vajíčko.

## Složení
Představuje asi 2/3 z hmotnosti vejce; ve slepičím vejci o hmotnosti 58–60 g činí jeho objem kolem 30 ml. Obsahuje pouze 11 % sušiny, kterou tvoří z 92 % bílkoviny. Poměr mezi vodou a bílkovinami je asi 8 : 1, takže bílek lze pokládat za vodný roztok bílkovin. V bílku lze detekovat kolem 40 bílkovin. Neproteinová sušina (kolem 400 µg) je tvořena zhruba z poloviny sacharidy a minerálními látkami. Bílek čerstvého slepičího vejce má pH 7,6 a po snesení se postupně zvyšuje na pH 9,4–9,6. Koagulace bílku nastává při 60 °C. Bod mrazu volného bílku je −0,45 °C.

### Stavba
Základní strukturální složení bílku tvoří bílkové vazy, chalázy, chalázová oblast, řídký a hustý bílek. Koloidní roztok bílkovin bílku ve vodě není homogenní. Ukládá se kolem žloutkové koule ve 4 vrstvách:
1. Vnitřní hustý (tuhý), chalázový bílek, obsahuje 84 % vody. Představuje asi 3 % z celkového množství bílku ve vejci. Je utvářen vakovitě, obaluje žloutek a vytváří chalázy. Chalázy (poutka) jsou spirálovité bílkové provazce, které vznikají v chalázové oblasti z vnitřního hustého bílku a přisedají dvěma vazy ve vnější vrstvě hustého bílku na ostrém a tupém konci ke skořápce vejce. Napomáhají udržovat žloutek ve středu vejce.
2. Vnitřní řídký bílek představuje 16–18 % z celkové hmoty bílku, což je asi 5–10 ml
3. Vnější hustý (tuhý) bílek představuje 57–60 % z celkového bílku, což je asi 20 ml.
4. Vnější řídký bílek obsahuje nejvíce vody a tvoří 19–23 % z celkového bílku.

### Bílkoviny vaječného bílku
Bílkoviny bílku jsou plnohodnotné pro obsah esenciálních aminokyselin. Jejich stravitelnost u člověka je 96–98 %. Skladba a obsah nepostradatelných aminokyselin ve vaječném bílku je bohatší než v mase a mléce.
Mezi nejdůležitější bílkoviny vaječného bílku patří:
- Ovoalbumin je zastoupen v sušině bílku v největším množství (54 %). Je pokládán za nejhodnotnější bílkovinu, protože obsahuje všechny esenciální aminokyseliny. Jeho mol.hm. je kolem 46.000, izoelektrický bod leží mezi pH 4,5–4,8. Obsahuje kolem 3 % sacharidů. Ovlivňuje koagulaci bílku při vaření. Denaturuje při teplotě 64 °C.
- Ovotransferin (konalbumin) je glykoprotein o mol. hm. 76.600–86.000, jeho izoelektrický bod leží v rozmezí hodnot pH 5,8–6,6. Z celkové sušiny bílku tvoří 12–13 %, denaturuje při teplotě 57 °C. Obsahuje malé množství sacharidů (2–2,2 %) – hexózu (0,8 %) a hexózamin (1,4 %). Váže kovové ionty (Fe, Cu, Mn, Zn) a má baktericidní účinek (konkuruje bakteriálním enzymům). Na rozdíl od plasmatického transferinu neobsahuje kyselinu sialovou.
- Ovomukoid je termostabilní glykoprotein o mol. hm 28.000, pH 3,9–4,3. Z celkové sušiny bílku tvoří asi 11 %. Obsahuje 22–25 % sacharidů (12–14 % glukózaminu, 4–6 % manózy, 1,5 % galaktózy) a 0,4–4,0 % kyseliny sialové. Inhibuje proteázy (ovomukoid kura, husy a křepelky inhibuje trypsin; ovomukoid krůt, bažanta, perličky a kachny inhibuje trypsin i chymotrypsin; ovomukoid kura inaktivuje trypsin ovčí, bovinní a prasečí, nikoliv ale humánní).
- Ovoglobuliny (G2 a G3) představují z celkové sušiny bílku dohromady 8 %. Mol. hm. je kolem 36–45.000, pH 5,5 (G2) a 5,8 (G3). Mají vliv na pěnění bílku. Denaturují při teplotě 80 °C. Ovoglobulin G1 – viz lysozym.
- Lysozym je termostabilní protein s enzymatickými vlastnostmi a antibakteriálním účinkem o mol. hm. 14.300–17.000, pH 10,5–11,0. Z celkové sušiny bílku tvoří 3,4–3,5 %. Antibakteriální účinek lysozymu rozpoznal Alexander Fleming v roce 1922. Lysozym rozrušuje základní strukturu buněčné stěny bakterií – hydrolyzuje beta-(1-4)-D-glykozidickou vazbu mezi N-acetylmuramovou kyselinou a N-acetylglukózoaminem. Je vlastně beta- (1-4)-D-glukózaminidázou (muraminidázou). Lysozym je prakticky totožný s ovoglobulinem G1. K některým mikroorganismům se lysozym chová baktericidně, k jiným bakteriostaticky. G+ bakterie jsou na lytické působení lysozymu citlivější než plísně a kvasinky. Vyskytuje se nejen ve vaječném bílku, ale i v některých živočišných sekretech (např. slzách, slinách), slezině, ledvinách, v krevním séru, mateřském mléce, jikrách některých ryb a u bezobratlých a některých rostlin. Nejpodrobněji je prostudován lysozym z bílku slepičích vajec, u něhož je známa sekvence aminokyselin i terciární struktura molekuly. Lysozymy jiného původu mají při kvalitativně stejné biologické aktivitě jinou primární strukturu. Tepelná inaktivace lysozymu závisí nejen na teplotě, ale i na pH. Při kyselém pH je stálý, při alkalickém pH nestabilní. Zahříváním při teplotě 62,5 °C a pH >7,0 se lysozym inaktivuje za 10 minut. Tato inaktivace probíhá i při smíchání se žloutkem. Proto vaječná směs podléhá mnohem rychlejšímu mikrobiálnímu rozkladu než samotný bílek. Po dlouhodobějším skladování vajec ztrácí lysozym svoje antibakteriální vlastnosti. Účinek lysozymů je inhibován heparinem, pouzdernými polysacharidy, glutamylpolypeptidem a DNA. Naproti tomu protilátkami je účinek lysozymu stupňován (Patočka, 1970). Baktericidní aktivita bílku se liší u různých druhů ptáků i jednotlivců, a to i v průběhu jejich života. Obsah lysozymu ve vejci je určován geneticky (Wilcox, 1956).
- Ovomucin je nerozpustný kyselý glykoprotein (obsahuje 19 % sacharidů). Z celkové sušiny bílku tvoří 1,5–2,9 %. Vyskytuje se především v tuhém a chalázovém bílku a membráně žloutku (pravděpodobně tvoří komplex s lysozymem, čímž umožňuje stabilitu tuhého bílku). Inhibuje virovou hemaglutinaci. Denaturuje při 75 °C.
- Flavoprotein tvoří s riboflavinem (vit. B2) poměrně stabilní komplex a jeho biologická funkce pravděpodobně spočívá v transportu riboflavinu do vyvíjejícího se embrya. Veškerý riboflavin v bílku je vázán flavoproteinem. Z celkové sušiny bílku tvoří 0,8 %. Obsahuje asi 14 % sacharidů, jeho mol.hm. je 32–36.000, pH 3,9–4,1.
- Ovomakroglobulin má výrazné imunogenní vlastnosti. Z celkové sušiny bílku tvoří 0,5 %. Obsahuje 9 % sacharidů, molekulová hmotnost je 760–900 kDa a pH 4,5–4,7. Není přítomen v krůtích vejcích a nepravidelně v křepelčích vejcích.
- Ovoglykoprotein je kyselý glykoprotein o mol. hm. 24.000, pH 3,9. Obsahuje 16 % sacharidů a z celkové sušiny bílku tvoří 0,5–1,0 %.
- Ovoinhibitor je glykoprotein o mol. hm. 44–49.000, pH 5,1–5,2. Z celkové sušiny bílku tvoří 0,1–1,5 %. Obsahuje 6 % sacharidů (3,5 % hexózy a 2,7 % hexózoaminu s malým množstvím kyseliny sialové). Inhibuje proteázy, včetně trypsinu a chymotrypsinu.
- Avidin má antibakteriální vlastnosti. Váže biotin ve stabilní komplex a tím zabraňuje jeho biologickému využití jako vitamínu či koenzymu bakteriemi. Z celkové sušiny bílku tvoří 0,05 %; pH je 9,5–10,0 a mol. hm. 68.300. Obsahuje 8 % sacharidů.
- Inhibitor papainu má mol. hm. 12.700. Z celkové sušiny bílku tvoří 0,1 %. Inhibuje proteázy, včetně papainu.

Kromě popsaných proteinů s enzymatickými vlastnostmi obsahuje vaječný bílek také glykozidázy, katalázy, peptidázy a esterázy. Ze sacharidů je přítomna pouze volná glukóza (0,4 %); ostatní, především manóza a galaktóza, jsou vázány jako glykoproteiny (0,5 %). Lipidů obsahuje vaječný bílek velmi málo (0,03 %).

## Použití

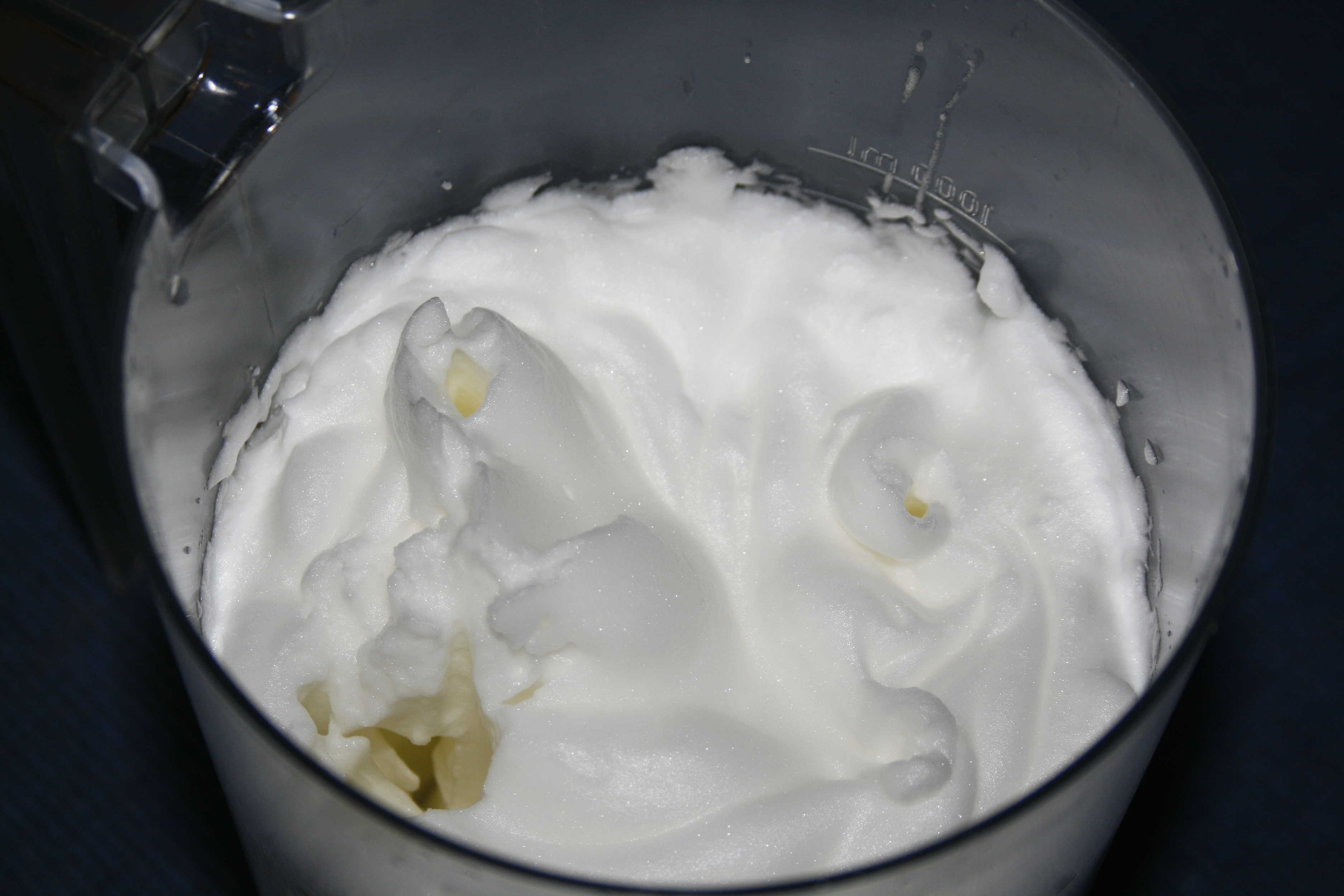
Sníh z bílků

### Kulinářství
- potírání pečiva – např. perníku pro lesklý vzhled
- výroba sněhu – šleháním vzniká pěna používaná např. pro výrobu cukrářských pusinek
- čištění roztoku – např. vývaru

### Jiné
- výroba albuminového papíru v historii fotografie
- použití jako lepidlo – např. při zlacení v knihařství a u iluminací